# Шокино (Нижегородская область)
Шокино — село в Воротынском районе Нижегородской области. Входит в состав Семьянского сельсовета.

## Географическое положение
Село располагается на левом берегу реки Урги.

## История
По легенде название Шокино село получило от одного из князей Воротынских, которым принадлежало село. У этого князя было трое учёных слуг, которым за их верную службу князь решил подарить деревни. Слуг звали Кека, Шока и Фока, в честь этих людей якобы и назвали три села: Кекино, Шокино и Фокино.